# Hans Christian Spieß
Hans Christian Spieß (* 23. Juni 1858 in Dresden; † 26. Mai 1929 in Pirna) war ein deutscher Politiker (Konservativer Landesverein in Sachsen) und Jurist.

## Leben und Wirken
Er war der Sohn des promovierten Dresdner Rechtsanwalts Christian Hugo Spieß (1830–1876). Nach dem Vorbild des Vaters nahm er 1878 nach Abschluss des Kreuzschule in Dresden ein Studium der Rechtswissenschaften an der Universität Heidelberg auf, bis 1881 fortgesetzt an der Universität Leipzig. Danach war er zunächst Akzessist am Amtsgericht Pirna. In dieser Zeit promovierte er 1882 zum Dr. jur. Nach der zweiten juristischen Staatsprüfung 1886 erhielt er die Zulassung als Rechtsanwalt und eröffnete in Pirna eine eigene Kanzlei. Zusätzlich war er ab 1893 auch als Notar tätig.
Durchgehend von 1899 bis 1918 war er als Mitglied des Konservativen Landesverein in Sachsen in der Zweiten Kammer des sächsischen Landtags vertreten. Von 1916 bis 1918 war er zweiter konservatischer Fraktionsvorsitzender.